# Veulen (beeld)
Veulen is een bronzen beeld van de Nederlandse kunstenaar Wladimir de Vries (1917-2001). Het staat aan de Radesingel in de stad Groningen.

## Achtergrond
Ter hoogte van de Sint-Jozefkerk stond sinds 1908 een stenen drinkfontein. Deze raakte onder andere door oorlogshandelingen in verval en de gemeente besloot een prijsvraag uit te schrijven voor een kunstwerk. Coen Schilt ontwierp een liggende vrouw, Thees Meesters een moeder met kind en Wladimir de Vries kwam met het Veulen. Het beeld van De Vries mocht worden geplaatst, het was het eerste grotere werk van zijn hand in de stad. Het beeld werd 15 maart 1951 onthuld door burgemeester Cort van der Linden.
Het beeldje werd, tot ongenoegen van De Vries, ook wel Peerd(je) van Ome Loeks genoemd, tot een aantal jaren later het beeld Peerd van Ome Loeks (1959) van Jan de Baat bij het station werd geplaatst. Sindsdien noemt men het ook Lutje Loeks (kleine Loeks).

## Even weg
In de loop van de jaren was het terrein rond het Veulen betegeld en waren er struikjes en bankjes geplaatst. De Vries was het hier niet mee eens. Op zijn verzoek werd het beeld in juni 1989 verplaatst naar de tegenovergelegen Heresingel. Dit leidde tot groot protest bij de bewoners van de Radesingel. Op voorwaarde dat de bankjes en dergelijke werden verwijderd, ging De Vries ermee akkoord dat het beeld werd teruggeplaatst. Sinds november 1989 staat het weer vrij in het gras.